# 트리데비
트리데비(산스크리트어: त्रिदेवी Tridevi)의 문자 그대로의 뜻은 "세 여신들"인데, 트리데비는 힌두교의 트리무르티(삼주신 · 三主神)를 이루는 브라흐마 · 비슈누 · 시바의 배우자들을 결합하여 한 존재로 표현한 힌두교의 종교적 교의 또는 개념이다.
트리데비를 이루는 세 여신은 브라흐마의 배우자인 사라스와티(Saraswati), 비슈누의 배우자인 락슈미(Lakshmi), 시바의 배우자인 파르바티(Parvati)이다. 사라스와티는 학문 · 예술 등의 문화적 성취의 여신이며, 락슈미는 부 · 비옥함 · 생식력 등의 물질적 성취의 여신이며, 파르바티는 영적인 힘 · 사랑 등의 영적 성취의 여신이다.
이 세 여신들 각자의 속성들은 창조자라고 불리는 브라흐마, 유지자 또는 보존자라고 불리는 비슈누, 파괴자 또는 변형시키는 자라고 불리는 시바의 속성과 각각 상응한다. 특히, 세 여신들 중 파르바티가 지닌 영적 성취의 속성은 배우자인 시바를 변형시키는 자라고 부르는 것과 그 의미가 상응한다. 또한 파르바티는 악마 · 아수라 등의 악신(惡神)과 싸워서 이를 퇴치한다는 측면에서는 두르가(Durga)라는 여신으로 불리는데, 이것은 배우자인 시바를 파괴자라고 부르는 것과 상응한다. 힌두교의 교의 또는 철학의 측면에서, 세 여신의 속성은 종교적 수행과 성취는 정신적(마음 또는 멘탈) 측면에서 출발하여("창조 · 문화") 물질적 실천을 통해 발현됨으로써("유지 · 물질") 비로소 영적 성취가 완성된다("변형 · 영성")는 의미를 지닌다.

## 같이 보기
- 샥티
- 아디 파라샥티
- 샥티파
- 트리무르티